# Romance Writers of America (RWA)
Romance Writers of America (RWA) är en nationell ideell förening för genreförfattare. Den tillhandahåller nätverk och stöd till folk som vill skapa sig en seriös karriär inom genren kärleksromaner. RWA stöder bl.a. toppförfattare som Nora Roberts och Judith McNaught.

## Historia
Föreningen grundades 1980 i Houston, Texas av 37 författare inom genren kärleksromaner, inkluderande Rita Clay Estrada och Parris Afton Bonds, ordförande och vice ordförande. RWA har länge varit en intressegrupp för sina medlemmar. Den har övertalat Harlequin att registrera copyright för medlemmarnas verk och att tillåta författarna att äga sina egna pseudonymer.  Tidigare var författarna tvingade att lämna kvar sina pseudonymer om de bytte förlag, vilket gjorde det svårare för deras beundrare att följa dem. Föreningens nuvarande syfte uppges vara att "främja yrkesmässiga intressen hos karriärfokuserade författare till kärleksromaner genom nätverkande och stöd."
År 2000 hade RWA en driftbudget på mer än en miljon dollar, den största av alla genreförfattarorganisationer. 2007 hade organisationen mer än 9.000 medlemmar och över 150 avdelningar. Detta inkluderar avdelningar indelade geografiskt och on line-avdelningar med specialintressen som fokuserade om teman som medicinska kärleksromaner. Omkring 2.000 av medlemmarna har fått böcker publicerade.
RWA bildades för att hjälpa författare till kärleksromaner.  Enligt RWA måste handlingen i en kärleksroman röra sig kring de två personerna när de utvecklar en romantisk kärlek för varandra och arbetar för att skapa en relation tillsammans. Både konflikten och romanens klimax ska hänga samman med temat att skapa en romantisk relation, även om romanen också kan innehålla sidohandlingar som inte specifikt handlar om huvudpersonernas romantiska kärlek. Dessutom måste en kärleksroman ha en känslomässigt tillfredsställande och optimistiskt slut."
Några författare och läsare av kärleksromaner anser att genren har ytterligare restriktioner, från överväganden i handlingen så som att huvudpersonerna möts tidigt i berättelsen till att undvika teman som hor. Osämjan har centrerats till det bestämda önskemålet om ett lyckligt slut, eller beträffande inslag inom genren av förhållanden mellan personer av samma kön. Några läsare tillåter berättelser utan lyckligt slut, om fokus för berättelsen ligger på den romantiska kärleken mellan de två huvudpersonerna (till exempel Romeo och Julia). Andra anser att definitionen skall vara mer strikt uttryckt att endast innehålla heterosexuella par. Medan majoriteten av kärleksromanerna uppfyller detta striktare kriterium, finns det också många böcker som allmänt anses som kärleksromaner men som avviker från dessa regler. Därför innehåller den allmänna definitionen som omfattas av RWA och utgivarna, endast fokus på utvecklandet av ett romantiskt förhållande och ett optimistiskt slut.
Så länge som kärleksromanen uppfyller detta dubbelvillkor, kan den placeras i vilken tidsperiod och på vilken plats som helst. Dert finns inga restriktioner om vad som kan eller inte kan inkluderas i kärleksromanen.  Till och med väldigt kontroversiella ämnen behandlas i kärleksromanerna, inklusive sådana ämnen som våldtäkt, våld i hemmet, passion, och funktionshinder.  Kombinationen av tidsram, plats och händelsedelar hjälper en roman att passa in i flera undergenrer.  Trots de otaliga möjligheterna som detta ramverk tillåter, anser många människor inom den traditionella pressen att ”alla [kärleksromaner] låter likadana”.

## Årlig konferens
Varje sommar avhåller RWA en nationell konferens. År 2007 deltog omkring 1900 medlemmar konferensen i Dallas, Texas, och deltog i workshops och kurser utformade för både utgivna som opublicerade författare.

## Awards

### Guldmedaljer
Guldmedaljen gavs första gången 1982 i fyra kategorier. Guldmedalj-awarden var den mest prominenta awarden inom genren kärleksromaner. Kategorierna utökades till sex stycken 1983, åtta år 1989 och slutligen tolv. 1990 ersattes guldmedaljen av RITA Award.

### RITA Award

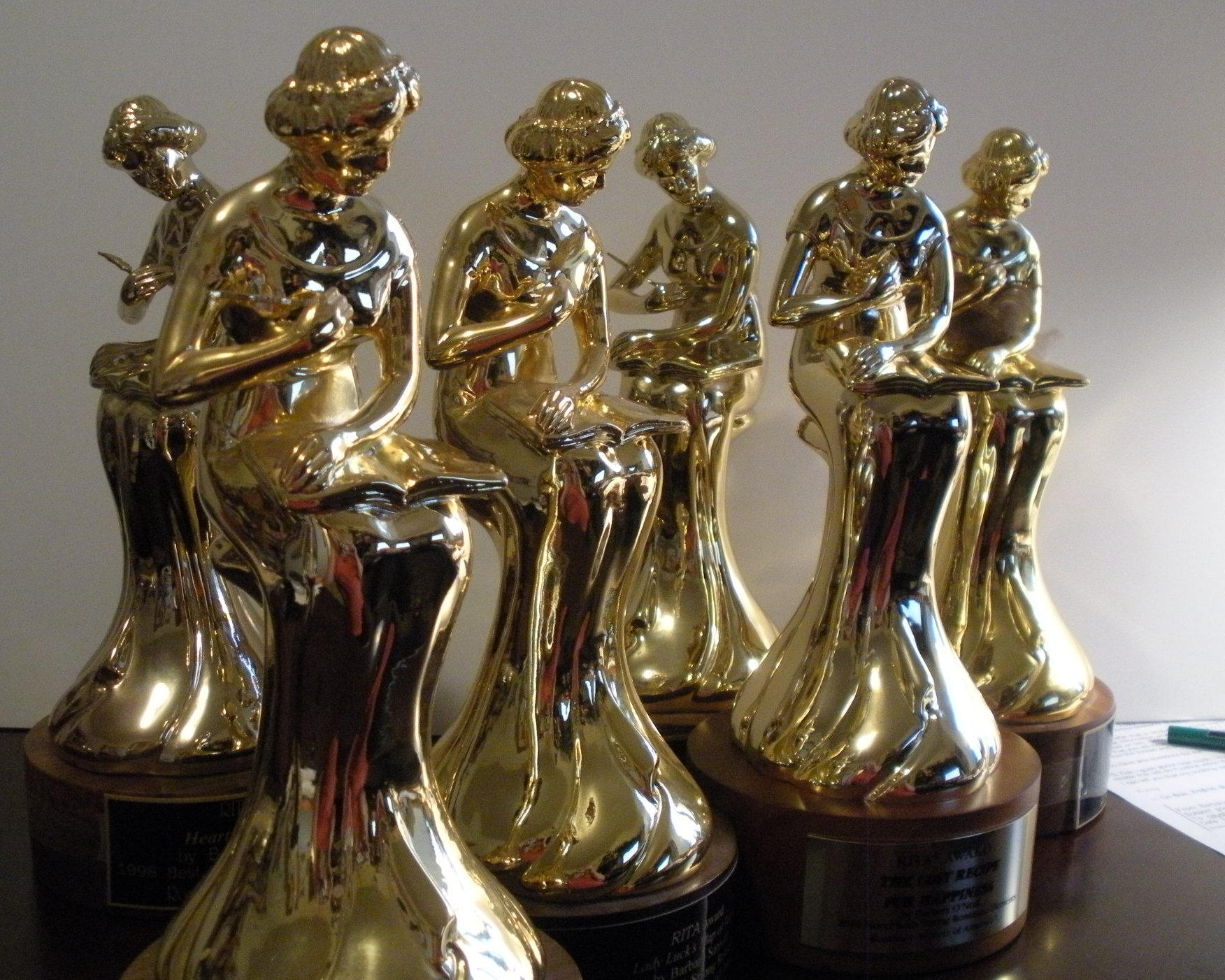
RITA Awards

Den medst prominenta awarden inom genren kärleksromaner är RWA RITA Award. Den har namn efter RWA:s första ordförande, Rita Clay Estrada. Med awarden belönas ”excellens” i en av 12 kategorier av kärleksromaner. Författare och förlag lämnar in publicerade verk för bedömning under hösten. I mitten av våren annonseras finalisterna. Vinnarna får en statyett vid en ceremoni som äger rum under sista dagen på den årliga RWA-konferensen varje juli.
Några författare som har vunnit är:
- Kristan Higgins
- Sarah Morgan
- Jennifer L. Armentrout
- Sarina Bowen
- Tiffany Reisz
- J.D. Robb (pseudonym för Nora Roberts)

### Golden Heart award
RWA belönar också opublicerade författare. Mer än 1000 manus lämnas in till tävlingen varje år.  I en första omgång bedöms bidragen av en panel av RWA-members.  Ett hundra manus väljs ut som finalister.  Finalbidragen bedöms av inkallade redaktörer från förlag inom genren kärleksromanen.  Vinnarna i tävlingen tillkännages den sista dagen av RWA:s årliga National Conference.  I allmänhet får omkring 30 procent av Golden Heart-finalisterna sina verk accepterade för utgivning.
Priset utgörs av en guldmedalj i form av ett hjärta vilket gett priset dess namn.

## Hall of Fame
RWA Hall of Fame skapades som ett sätt att honorerar de författare som hade vunnit minst tre RITA Awards i en viss kategori av kärleksromaner (till exempel: Long Contemporary Romance, Romantic Suspense, eller Regency Romance). Tidigare hade en romanförfattare varit tvungen att vinna fyra RITA Awards i en viss kategori för att komma in i Hall of Fame men kriteriet för inträde ändrades till att bara tre RITA Awards per kategori. Den första som valdes in i RWA Hall of Fame var Nora Roberts. Andra honorerade författare inkluderar Jo Beverley och Jennifer Greene.
Den här artikeln är helt eller delvis baserad på material från engelskspråkiga Wikipedia, Romance Writers of America, 8 mars 2013.